# Primtalstrillinger
Inden for matematik er primtalstrillinger sæt af tre primtal, hvor forskellen fra det største til det mindste primtal er 6. Primtalstrillinger må have formen (p, p + 2, p + 6) eller (p, p + 4, p + 6). Med undtagelse af (2, 3, 5) og (3, 5, 7), er dette den tættest mulige gruppering, idet ét ud af tre på hinanden følgende ulige tal vil være deleligt med 3 og derfor ikke et primtal (bortset fra 3 selv).

## Eksempler
De første primtalstrillinger er:
(5, 7, 11), (7, 11, 13), (11, 13, 17), (13, 17, 19), (17, 19, 23), (37, 41, 43), (41, 43, 47), (67, 71, 73), (97, 101, 103), (101, 103, 107), (103, 107, 109), (107, 109, 113), (191, 193, 197), (193, 197, 199), (223, 227, 229), (227, 229, 233), (277, 281, 283), (307, 311, 313), (311, 313, 317), (347, 349, 353), (457, 461, 463), (461, 463, 467), (613, 617, 619), (641, 643, 647), (821, 823, 827), (823, 827, 829), (853, 857, 859), (857, 859, 863), (877, 881, 883), (881, 883, 887)